# Rörtjärnen (Frostvikens socken, Jämtland, 717400-140912)
Rörtjärnen är en sjö i Strömsunds kommun i Jämtland och ingår i Ångermanälvens huvudavrinningsområde. Sjön har en area på 0,183 kvadratkilometer och ligger 508,3 meter över havet.

## Delavrinningsområde
Rörtjärnen ingår i det delavrinningsområde (716528-141245) som SMHI kallar för Utloppet av Kvarnbergsvattnet. Medelhöjden är 419 meter över havet och ytan är 227,02 kvadratkilometer. Räknas de 223 avrinningsområdena uppströms in blir den ackumulerade arean 2 559,91 kvadratkilometer. Faxälven som avvattnar avrinningsområdet har biflödesordning 2, vilket innebär att vattnet flödar genom totalt 2 vattendrag innan det når havet efter 310 kilometer. Avrinningsområdet består mestadels av skog (64 procent). Avrinningsområdet har 67,64 kvadratkilometer vattenytor vilket ger det en sjöprocent på 29,8 procent.